# Pyramiden-Schillergras
Das Große Schillergras (Koeleria pyramidata), auch Pyramiden-Schillergras oder Wiesen-Kammschmiele genannt, ist eine Pflanzenart aus der Gattung Schillergräser (Koeleria) und damit der  Familie der Süßgräser (Poaceae).

## Beschreibung

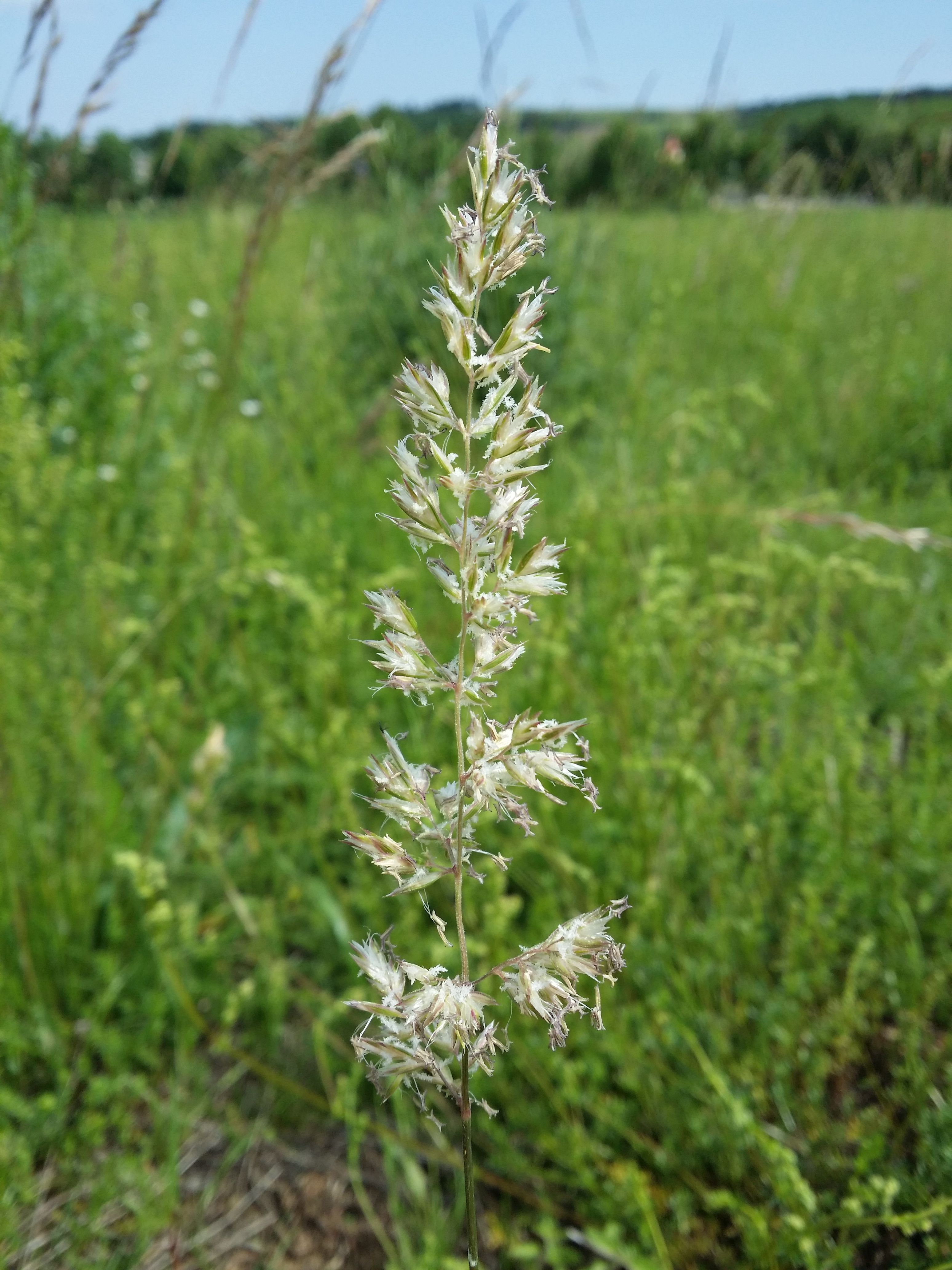
Blütenstand

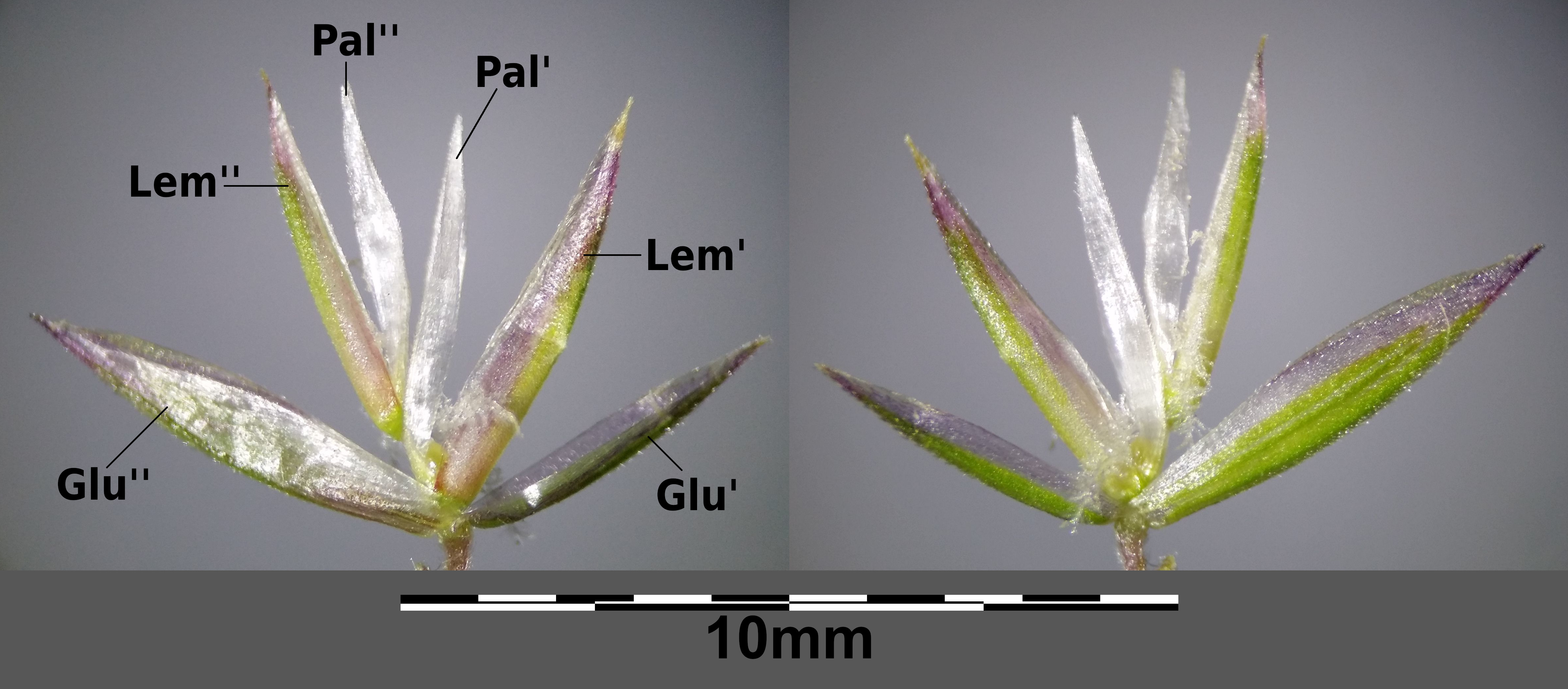
Ährchen

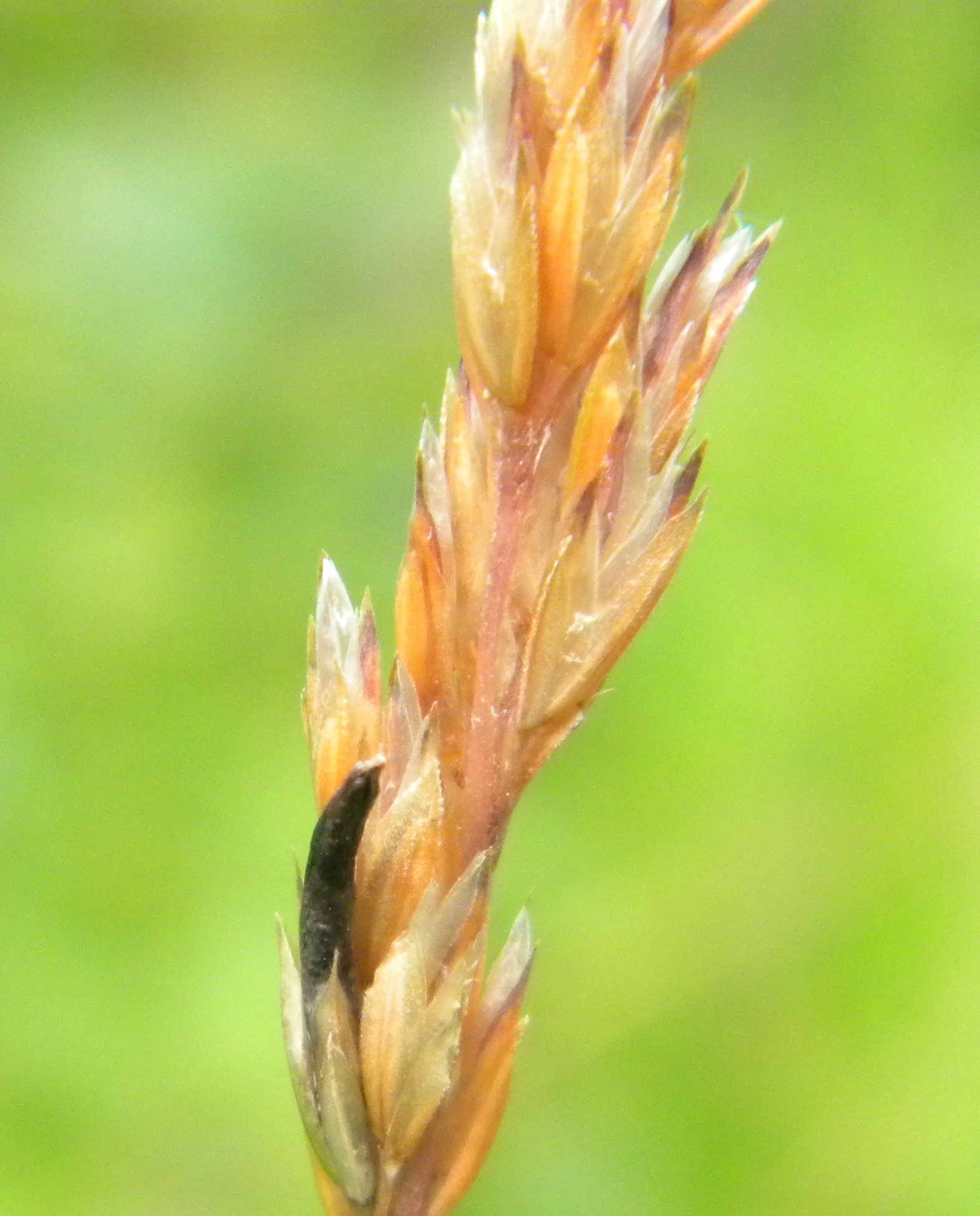
Großes Schillergras mit Mutterkorn

### Vegetative Merkmale
Das Große Schillergras ist ein ausdauerndes Gras, das lockere Horste bildet mit langen unterirdischen Ausläufern und Erneuerungssprossen. Die Halme sind 40–90 Zentimeter hoch, glatt und kahl oder unter der Rispe kurz und dicht behaart. Sie besitzen 2–3 kurz behaarte Knoten. Das Blatthäutchen ist 0,5–1 Millimeter lang und kragenförmig. Die Blattspreiten sind 5–20 Zentimeter lang, ihre Breite ist bei den Erneuerungssprossen 2–3 Millimeter, bei den Halmblättern bis 3,5 Millimeter. Die Blätter sind flach-ausgebreitet, kahl oder kurz behaart und an den Rändern oft mit langen steifen Wimpern besetzt.

### Generative Merkmale
Die Blütenrispe ist 6–12–(20) Zentimeter lang, zusammengezogen und 1–2 Zentimeter breit. Sie ist während der Blütezeit bis 3 Zentimeter breit und pyramidenförmig und im unteren Teil oft unterbrochen. Die Ährchen sind 2–3-blütig, 5,5–8 Millimeter lang, weißlich-grün oder hellbraun und glänzend. Die untere Hüllspelze ist einnervig, 4–5 Millimeter lang, die obere dreinervig und 5–6 Millimeter lang. Die Deckspelzen sind dreinervig, 4–6 Millimeter lang, zugespitzt oder in eine kurze Grannenspitze auslaufend. Die Vorspelzen sind zweinervig. Die Staubbeutel sind 2–2,5 Millimeter lang.
Die Blütezeit ist Juni bis Juli.
Die Chromosomenzahl ist 2n = 14, 28, 42, 70 oder 84.

## Verbreitung
Das Große Schillergras kommt von Europa bis Sibirien und Nepal vor.  In Nordafrika ist die Ursprünglichkeit zweifelhaft. Es kommt in fast ganz Europa und in der Türkei vor. In Europa fehlt die Art nur in Portugal, Großbritannien, Irland, Island, Finnland, Lettland, Moldau, Nordmazedonien und im europäischen Teil der Türkei. In den Alpen steigt es in Graubünden am Piz d’Esan bis 2300 Meter Meereshöhe auf.

## Ökologie
Das Große Schillergras wächst in Kalk-Magerrasen, auf Schafweiden, an Wegrainen oder in lichten Kiefernwäldern, auf mäßig trockenen, mageren, basenreichen, meist kalkhaltigen humosen Löß-, Lehm- oder Tonböden, auch auf Sand. Es kommt in Gesellschaften des Verbands Mesobromion vor, ist eine Charakterart der Ordnung Brometalia, gedeiht aber auch in Gesellschaften der Verbände Molinion, Erico-Pinion oder der Klasse Seslerietea.
Bei guter Düngung verschwindet die Art.
Die ökologischen Zeigerwerte nach Landolt et al. 2010 sind in der Schweiz: Feuchtezahl F = 2w (mäßig trocken aber mäßig wechselnd), Lichtzahl L = 4 (hell), Reaktionszahl R = 4 (neutral bis basisch), Temperaturzahl T = 3+ (unter-montan und ober-kollin), Nährstoffzahl N = 2 (nährstoffarm), Kontinentalitätszahl K = 4 (subkontinental).

## Taxonomie und Systematik
Koeleria pyramidata wurde 1791 von Lamarck unter dem Namen Poa pyramidata in Tableau Encyclopedique et Methodique ... Botanique, Band 1, S. 183 erstbeschrieben. Ambroise Marie François Joseph Palisot de Beauvois versetzte die Art 1812 als Koeleria pyramidata (Lam.) P.Beauv. in Essai d'une nouvelle Agrostographie, S. 84 in die Gattung Koeleria. Ein Synonym für Koeleria pyramidata (Lam.) P.Beauv. ist Koeleria cristata var. pyramidata (Lam.) Pers.
Man kann bei dieser Art mehrere Unterarten unterscheiden:
- Sand-Schillergras (Koeleria pyramidata subsp. arenaria (Dumort.) Quintanar & Castrov., Syn.: Koeleria cristata subsp. arenaria Dumort., Koeleria arenaria (Dumort.) Conert): Es kommt in Spanien, Frankreich, Großbritannien, Belgien, in den Niederlanden und in Deutschland vor. In Deutschland ist die Art auf die Ostfriesischen Inseln beschränkt,[2] kam früher auch bei Cuxhaven vor.[6] Es wird von manchen Autoren auch als eigene Art Koeleria arenaria (Dumort.) Conert angesehen.[3]
- Koeleria pyramidata subsp. pyramidata: Sie kommt von Europa bis Sibirien und Nepal vor.[2]
- Koeleria pyramidata subsp. schroeteriana (Domin) Quintanar & Castrov. (Syn.: Koeleria schroeteriana (Domin) Ujhelyi, Koeleria eriostachya subsp. schroeteriana Domin): Sie kommt vom nördlichen Spanien bis in die Westschweiz und in Italien vor.[2]

Conert unterscheidet noch eine weitere Unterart:
- Koeleria pyramidata subsp. montana (Hausmann) Dalla Torre ex Domin: Bei ihr sind die Blattspreiten zusammengerollt, die Halme sind ganz kahl, die Rispe ist nur bis 1 Zentimeter breit, die Ährchen sind violett überlaufen. Sie kommt in den Alpen auf trockenen Wiesen und in Lärchenwäldern vor in Höhenlagen zwischen 900 und 2000 Metern Meereshöhe. Sie kommt in der Schweiz, in Österreich, Italien und im früheren Jugoslawien vor.[3]